# ARC Esperanza (1897)
ARC Esperanza – kolumbijska kanonierka rzeczna z lat 90. XIX wieku, jednostka prototypowa swojego typu. Została zwodowana w 1897 roku w amerykańskiej stoczni w Perth Amboy i w tym samym roku weszła do służby w Marynarce Kolumbii. Okręt został skreślony z listy floty prawdopodobnie w 1935 roku.

## Projekt i budowa
„Esperanza” została zaprojektowana w amerykańskiej stoczni w Perth Amboy na zamówienie Marynarki Kolumbii, wzorując się na konstrukcji amerykańskich kanonierek rzecznych. Okręt został zwodowany w Perth Amboy w 1897 roku.

## Dane taktyczno–techniczne
Okręt był dużych rozmiarów kanonierką rzeczną o długości między pionami 42,4 metra, szerokości 5,79 metra i zanurzeniu 0,91 metra. Wyporność normalna wynosiła 400 ton. Okręt posiadał napęd o mocy 430 koni mechanicznych (KM). Rufowy napęd łopatkowy pozwalał osiągnąć prędkość 15 węzłów.
Uzbrojenie kanonierki stanowiły trzy pojedyncze działka jednofuntowe Hotchkiss kal. 37 mm L/20.
Burty na śródokręciu oraz rufowe koło łopatkowe chronione było niklowym pancerzem o grubości 6,35 mm (0,25 cala).

## Przebieg służby
„Esperanza” została wcielona do służby w Marynarce Kolumbii w 1897 roku. Okręt, po wieloletniej służbie, został skreślony z listy floty prawdopodobnie w 1935 roku.